# 大橋佐平
大橋 佐平（おおはし さへい、1836年2月8日〈天保6年12月22日〉 - 1901年〈明治34年〉11月3日）は、明治時代の実業家で、博文館創業者。
妻の弟は東京堂創業者の高橋新一郎。三男（長男と次男は早逝）は博文館第2代館主の大橋新太郎、四男は東京堂第2代主人の大橋省吾。長女の婿は博文館支配人で小説家の大橋乙羽、三女の婿は共同印刷創業者の大橋光吉。

## 経歴
- 天保6年12月22日[3]（1836年2月8日） - 越後国古志郡長岡城下（現新潟県長岡市）で生まれる。幼名熊吉。家業の材木商を手伝う。
- 嘉永2年（1849年） - 長岡の飛脚西川屋に従い上京。智積院にいた叔父（母の実弟）法如を訪ね、畿内の寺社を巡拝し、長崎まで旅行し、伊勢から江戸へ出、上州を経て帰郷。
- 安政3年（1856年） - 長岡裏一ノ町に酒店を開き三国屋佐平と称し、長岡藩の御用達となる。
- 万延元年（1860年） - 魚沼郡関の上村新左衛門の長女松子と結婚。
- 元治元年（1864年） - 母の死去にともない、叔父法如（乙宝寺二十世住職鑁順）の真言宗で葬られたいという遺志により、空き戸籍を継ぎ、大橋姓を名乗る。
- 明治元年（1868年） - 北越戦争、佐平は恭順派に属し、官軍との折衝にあたる。
- 明治2年（1869年） - 越後府御用掛を命じられ、民政所軍事方兼学事方となる。
- 明治4年（1871年） - 小学校新設に尽力。長岡郵便局長となる。
- 1880年 - 同志とはかって「北越新聞」を創刊。
- 1887年 - 上京し、本郷弓町の家を購入し、博文館の看板を掲げ「日本大家論集」を創刊。
- 1888年 - 「日本之殖産」「日本之法律」「日本之時事」「日本之兵事」「日本之警察」などの雑誌を創刊。
- 1890年 - 「日本文学全書」を発刊。
- 1891年 - 「温知叢書」「日本文庫」などを発刊。
- 1892年 - 博文館本社を日本橋区本町三丁目へ移す
- 1893年 - 「帝国文庫」を発刊。3月より11月までシカゴの世界大博覧会を見学し、欧州を巡歴して帰国。
- 1894年 - 内外通信社を創設。通信事業に進出。

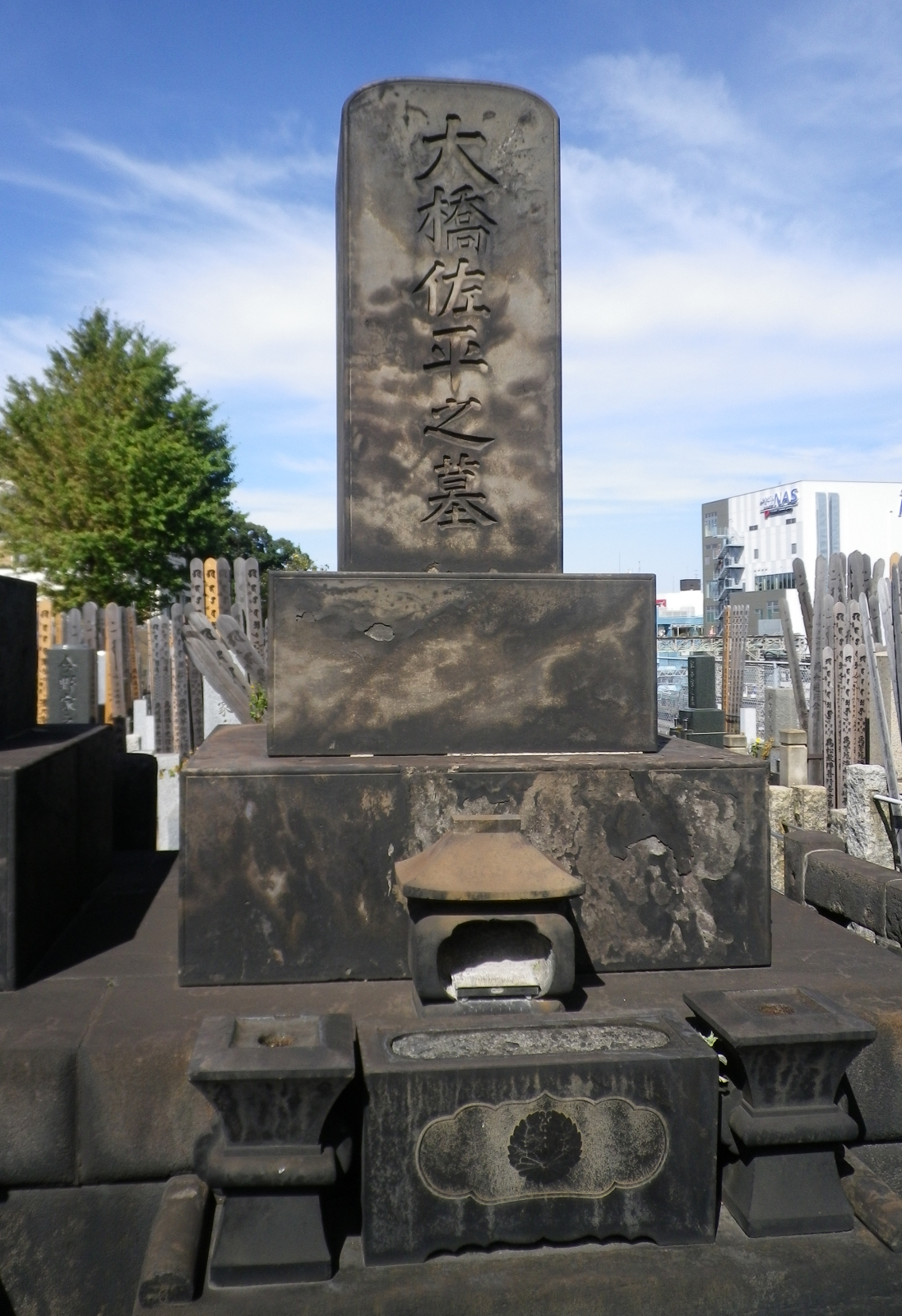
大橋佐平の墓（東京都荒川区西日暮里・養福寺）

- 1895年 - 「太陽」「少年世界」「文芸倶楽部」の博文館三大雑誌を創刊。事業を息子の新太郎に一任して引退。小石川戸崎町の別邸に移る。
- 1897年 - 洋紙販売と印刷業の博進社を創立。
- 1898年 - 東京奠都三十年祭を主唱して奔走。
- 1900年 - 麹町区上六番町（現千代田区三番町）の川上操六旧邸を購入して転居。邸内に大橋図書館を着工。
- 1901年 - 胃癌のため11月3日、麹町区上六番町（現三番町22番地）の自邸で死去。法名：如実院殿唯心一阿居士。西日暮里養福寺に埋葬。

## 人物
越後長岡の商家に生まれ、幼時より行動力と賢明さをそなえて期待された。また母の薫陶を受けて、仏教の信仰に厚く、僧にすることも親族の間で話し合われたという。
15歳のとき、真言宗の僧籍にある叔父を頼って上京し、九州から江戸を回る大旅行を経験して見聞を広め、長岡藩御用達の家業を守りつつ、幕末激動の時代を過ごした。
長岡藩の佐幕方針に反対し、恭順派に属して官軍との折衝に貢献する。これによって信頼を得、北越戦争によって、旧幕時代の体制が崩壊した長岡にあって、早くから新政府の役職を拝命し、学校や交通事業を立ち上げ、長岡の復興につくした。また水運や新聞などの流通・情報事業に将来性を見出し、「北越新聞」や「越佐毎日新聞」を創刊し、出版事業にも進出した。
1886年、上京した佐平は、大衆向けの教養雑誌として「日本大家論集」を発刊した。引き続きさまざまな分野の教養ダイジェスト雑誌を廉価で発刊し、これが多数の読者に受け入れられた。続いて一般向けの教養図書を、さまざまなシリーズ形式で廉価で販売したことにより、博文館の出版事業は急速に拡大した。
博文館の出版事業は、息子の大橋新太郎によって継承され、近代的な企業集団として成長し、印刷から販売にいたる出版コンツェルンを形成した。

## 著作

### 著書
- 『北越名士伝』越佐新聞社・大橋書房、1885年6月。 NCID BN12276569。全国書誌番号:40016601 NDLJP:778701。

### 主な刊行雑誌
- 「日本之少年」（1889年）
- 「江戸会誌」（1889年）
- 「太陽」（1895年）
- 「少年世界」（1895年）
- 「文芸倶楽部」（1895年）

### 主な出版物・シリーズ物
- 『日本文学全書』・『日本歌学全書』（1890年）
- 『温知叢書』・『日本文庫』・『日本歴史読本』・『少年文学』（1891年）
- 『帝国文庫』（1893年）

## 親族
- 妻：大橋まつ(1840-1917)。佐平との間に五男二女（次男・四男は早世）をもうける[4]。
- 子：大橋新太郎(1863年生)、大橋省吾（1867年生、東京堂社長）、大橋幹二 (1876年生、東京堂監査役)、大橋とき（大橋乙羽の妻）、大橋こう（1881年生、大橋光吉の妻）、大橋邦之助（1893年生）、石原房（1898年生、石原契行の妻）、窪田善八郎（1899年生、山形屋海苔店創業家に婿入り）。
- 孫：大橋進一、大橋松雄（松竹ロビンス元経営者）、大橋省吾二代目（幼名英太郎、東京堂社長）など
- 甥：山本留次（実業家）
- 妾：高橋いし（房の母。数え14歳で60代の佐平に落籍された）など[5]

## 関連文献
- 坪谷善四郎『大橋佐平翁伝』 博文館（1932年、1974年に増補改訂版が栗田出版会から刊行）
- 坪谷善四郎『大橋新太郎伝』 博文館新社（1985年、1937年成稿）
- 坪谷善四郎『大橋図書館四十年史』 博文館（1942年）
- 稲川明雄『龍（りょう）の如く〜出版王 大橋佐平の生涯』 博文館新社（2005年）